# Ceraphron punctatellus
Ceraphron punctatellus är en stekelart som beskrevs av Paul Dessart 1990. Ceraphron punctatellus ingår i släktet Ceraphron och familjen pysslingsteklar. Inga underarter finns listade i Catalogue of Life.